# 池田元英
池田 元英（いけだ もとひで、1969年（昭和44年）2月19日 - ）は、日本の経営者。エナリス元代表取締役社長。

## 人物
学生時代より電力会社やガス会社に関心をいだくも叶わず、都市銀行に就職した。短資会社、特定規模電気事業者、電機メーカーなどを経て、2004年にエナリスを創業した。松下電器産業で契約社員を務めたこともある。
短資会社時代に「天候デリバティブ」の仲介に関わった。東日本大震災以降は節電マネジメントサービスを提供している。

## 略歴
- 1992年 - 早稲田大学教育学部社会科社会科学専修卒[4]
- 1992年 - 東海銀行入行[4]
- 1994年 - 衆議院議員中田宏秘書[4]
- 1995年神奈川県議会議員選挙に新進党新人として川崎市宮前区（定数2）で出馬し法定得票（有効投票総数の25％）を大幅に上回る16274票得たが1300票差で次点で繰り上げ当選ならず。
- 1996年 - 日短エクスコ入社[4]
- 2000年 - 日短エナジージェネラルマネージャー[4]
- 2003年 - 松下電器産業[4]国際商事本部非鉄エナジーグループ非鉄エナジーチームリーダー
- 2004年 - 有限会社エナリス創業
- 2017年 - ADIVA株式会社

## 著書
- 『よくわかる電力取引入門』共著:山本要一 ISBN 978-4885553561